# Lucius Ambivius Turpio

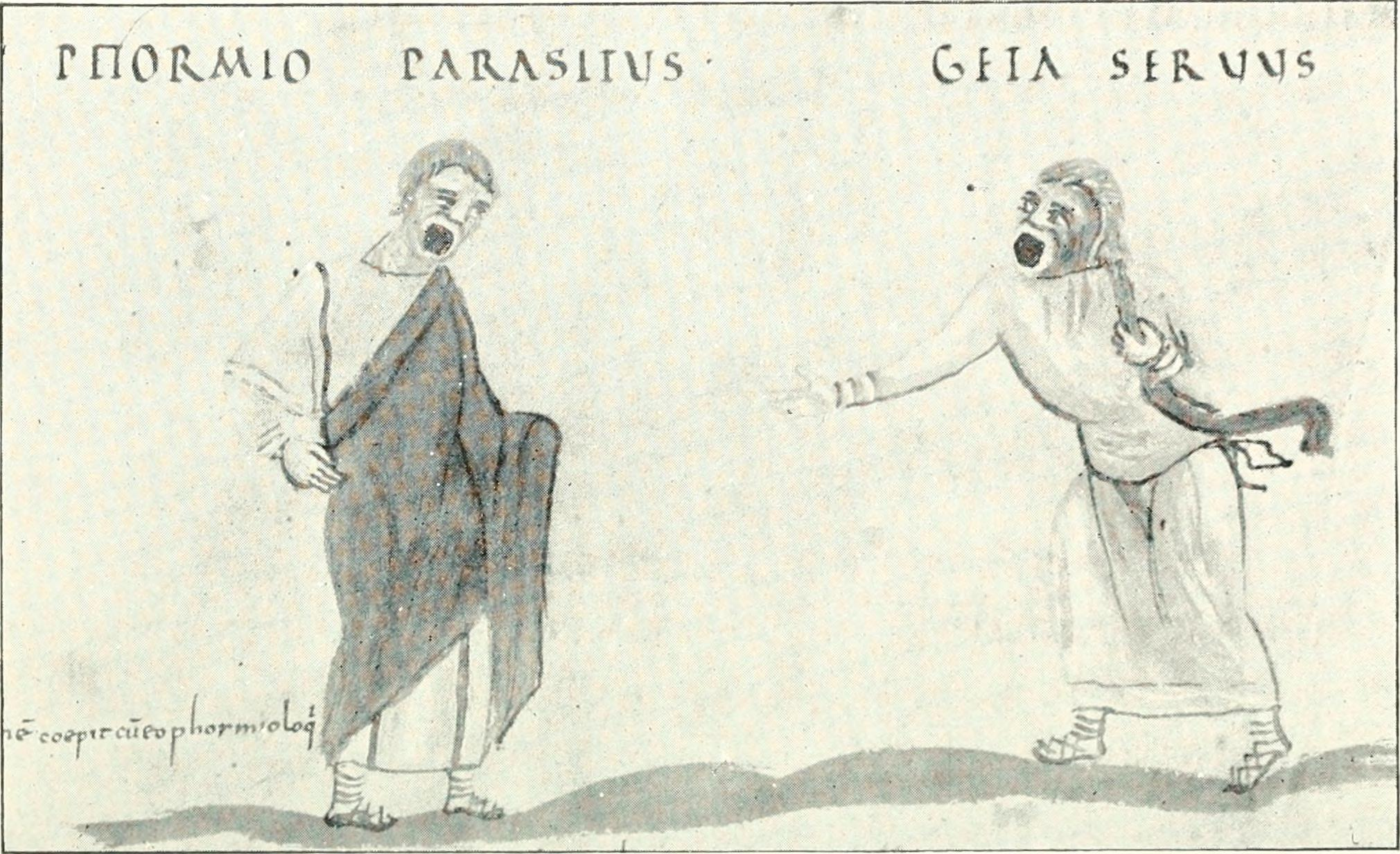
Eine Paraderolle des Ambivius: Phormio im Phormio von Terenz

Lucius Ambivius Turpio (fl. 185-160 v. Chr.) war ein angesehener Schauspieler, Regisseur, Produzent und Theaterunternehmer im 2. Jahrhundert v. Chr. in Rom.

## Biographie
Turpio war mit den verschiedenen Aspekten des römischen Theaterwesens ganz genau vertraut, was auf großer Erfahrung beruhte. Er kannte die rechtlichen, geschäftlichen, politischen, kulturellen, gesellschaftlichen und literarischen Bedingungen des Theaters. Zudem war er erfolgreicher Schauspieler. Beleg dafür ist, dass so wichtige Intellektuelle wie Cicero, Tacitus und Symmachus seinen Namen als beispielhaften Schauspieler seiner Zeit kannten. Sein sozialer Rang ist umstritten.  Wolfgang D. Lebeck urteilt, dass er als Schauspieldirektor nicht zu den “higher strata”  der Gesellschaft gehörte, ohne dies näher zu begründen. Gesine Manuwald dagegen schließt aus dem Namen auf eine Herkunft aus der Nobilität und, damit verbunden, auf eine gute Vernetzung in der „höheren“ Gesellschaft. Er musste das Umfeld und die Interessenten für seine kulturellen Angebote genau kennen, denn er war beim Verkauf der Theaterstücke während der verschiedenen Festivals (Ludi) auf die Kooperation mit den kurulischen und plebejischen Ädilen der Republik angewiesen. Er war ein Förderer zeitgenössischer Komödienautoren und arbeitete u. a. mit Caecilius Statius und Terenz zusammen. Turpio war Produzent und Hauptdarsteller in den meisten, wenn nicht allen Stücken von Terenz.
In gewisser Weise fungierte Turpio als Terenz’ Sprachrohr auf der Bühne. Seine Stücke begann Terenz mit einem Prolog, in dem er dem Publikum seine Schreibweise erläuterte. Als Beispiel mag hier der Prolog des Phormio, von Turpio gesprochen,  dienen, der sich explizit mit Terenz’ literarischem Konkurrenten Luscius Lanuvinus auseinandersetzt und die Neuerungen Terenz’ eines „schlichten und schlanken Stils“ bekräftigt.

## Antike Quellen
- Didascaliae Terentianae.
- Cicero, Cato de senectute 48.
- Tacitus, Dialogus de oratoribus 20.
- Quintus Aurelius Symmachus, Epistulae 1,31 (25), 3; 10,2.